# Архелай II Македонски
Архелай II (на старогръцки: Ἀρχέλαος Βʹ ὁ Μακεδών) е цар на Древна Македония през 396–393 г. пр. Хр. от династията Аргеади. Той сменя своя баща Архелай I и управлява седем години. Той е брат на Орест. Според Евсевий в Chronicon той управлява четири години. На престола се възкачва Аминта II.